# تاریخ اسلام در جنوب ایتالیا

جنوب ایتالیا در حدود سال 1000 میلادی، نشان دهنده حکومت بنی کلب قبل از فروپاشی آن است.

تاریخ اسلام در جنوب ایتالیا (انگلیسی: History of Islam in southern Italy) با اولین حمله اعراب در سیسیل و ماتزارا دل ولو، که در سال ۸۲۷ تصرف شد، آغاز شد. امارت سیسیل از سال ۸۳۱ تا ۱۰۶۱ ادامه یافت البته در سال ۹۰۲ کل جزیره را تحت کنترل داشت. به‌طور کلی سیسیل پایگاه اصلی مسلمانان در ایتالیا بود، ولی شهر بندری باری (از ۸۴۷ تا ۸۷۱ اشغال شده بود)، در سرزمین اصلی ایتالیای جنوبی پایگاه دیگر مسلمانان بود، اگرچه دامنه حملات مسلمانان و به‌طور خاص حملات محمد بن الاقلب، تا شمال ناپل، رم و مناطق شمالی پیه‌مونته رسید.
حملات اعراب بخشی از یک مبارزه بزرگتر برای کسب قدرت در ایتالیا و اروپا بود، اما عرب‌ها را گاه گروه‌های مختلف مسیحی علیه دیگر گروه‌ها به عنوان متحد به خدمت می‌گرفتند.
در سال ۹۶۵ بنی کلب حکومتی مستقل از خلافت فاطمیان ایجاد کردند. اما در سال ۱۰۶۱ نورمن ها ابتدا مسینا را گرفتند و تا سال ۱۰۷۱ پالرمو و ارگ آن (۱۰۷۲) تسخیر شد. در سال ۱۰۹۱ نوتو نیز به دست نورمن‌ها افتاد. مالت در اواخر همان سال سقوط کرد. فتوحات نورمن‌ها کلیسای کاتولیک را در این منطقه مستقر کرد، زمانی که در مناطق شرقی مسیحیت شرقی در قامت امپراتوری بیزانس برجسته بود. در طی سالهای بعد گرویدن گسترده‌ای به مسیحیت وجود آمد که منجر به ناپدید شدن اسلام در سیسیل در دهه ۱۲۸۰ شد. در سال ۱۲۴۵، مسلمانان سیسیلی به دستورفردریک دوم، پادشاه سیسیل، به شهرک لوسرا تبعید شدند. در سال ۱۳۰۰، جووانی پیپینو دا بارلتا، کنت آلتامورا، لوسرا را تصرف کرد و جمعیت آن را تبعید یا به بردگی فروخت و به حضور مسلمانان در ایتالیا پایان داد.